# Sara Coleridge
Sara Coleridge (23 de diciembre de 1802 – 3 de mayo de 1852) fue una escritora y traductora inglesa. Era la única hija mujer de Samuel Taylor Coleridge y de su esposa Sarah Fricker.

## Primeros años
Coleridge nació en Greta Hall, Keswick.
Aquí los Coleridge vivieron junto a Robert Southey y su esposa (tía de Sara), y la señora Lovell (también tía de Sara), viuda de Robert Lovell, el poeta cuáquero. Samuel Coleridge a menudo se ausentaba de su casa, por lo que el tío Southey era una especie de padre de familia.
Eran vecinos de los Wordsworths y los Grasmere

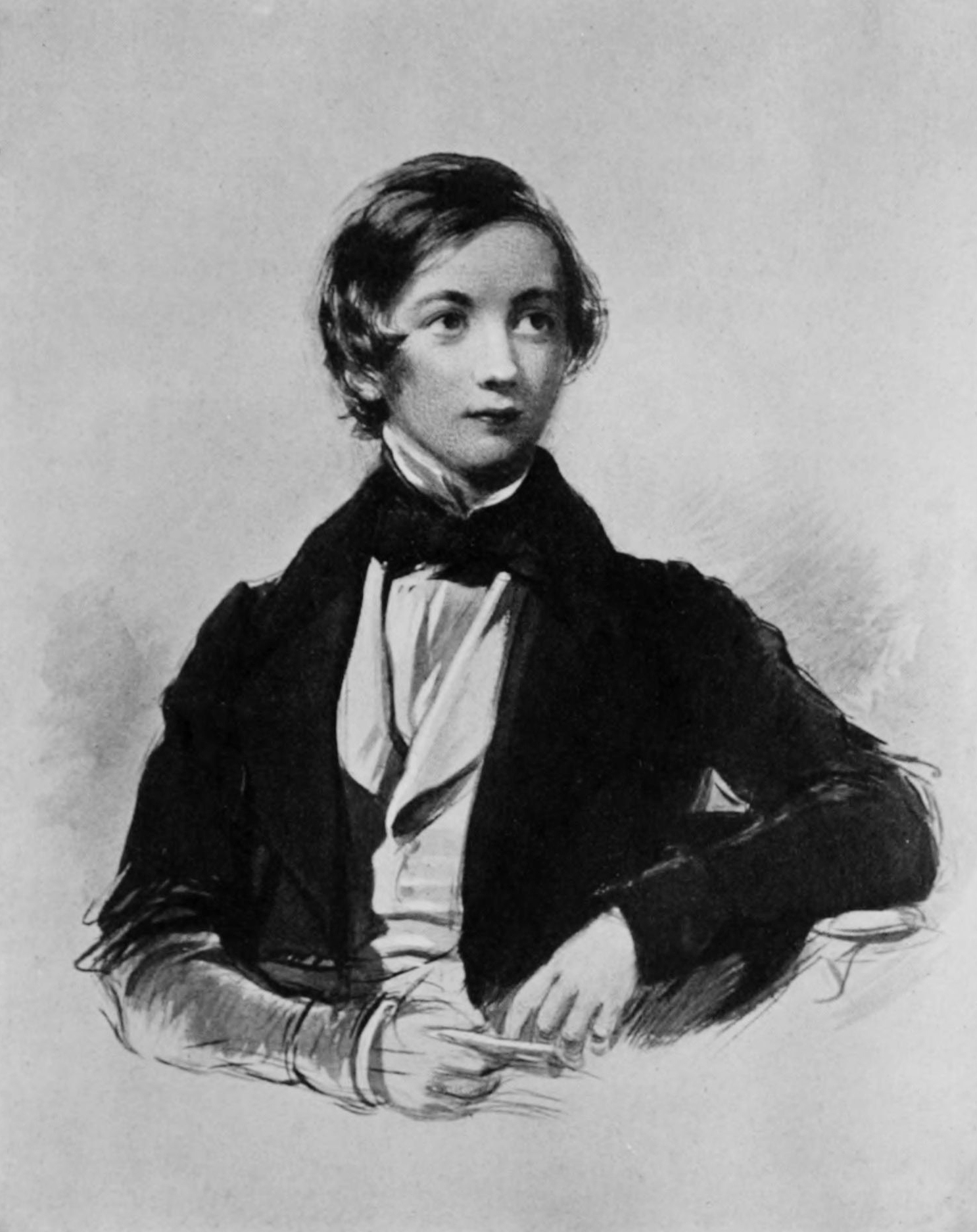
Herbert Coleridge, hijo de Sara

Wordsworth, en su poema La Tríada, hace una descripción, o exaltación poética, como la llama Sara, de las tres niñas: su propia hija Dora, Edith Southey y Sara Coleridge.
Greta Hall fue el hogar de Sara hasta su casamiento, y la colonia del lago parece haber sido su única escuela. Guiada por Southey, y con su amplia biblioteca, ella leyó por su cuenta los grandes clásicos griegos y latinos, y antes de tener veinte años ya sabía el francés, alemán, italiano y español.

## Carrera

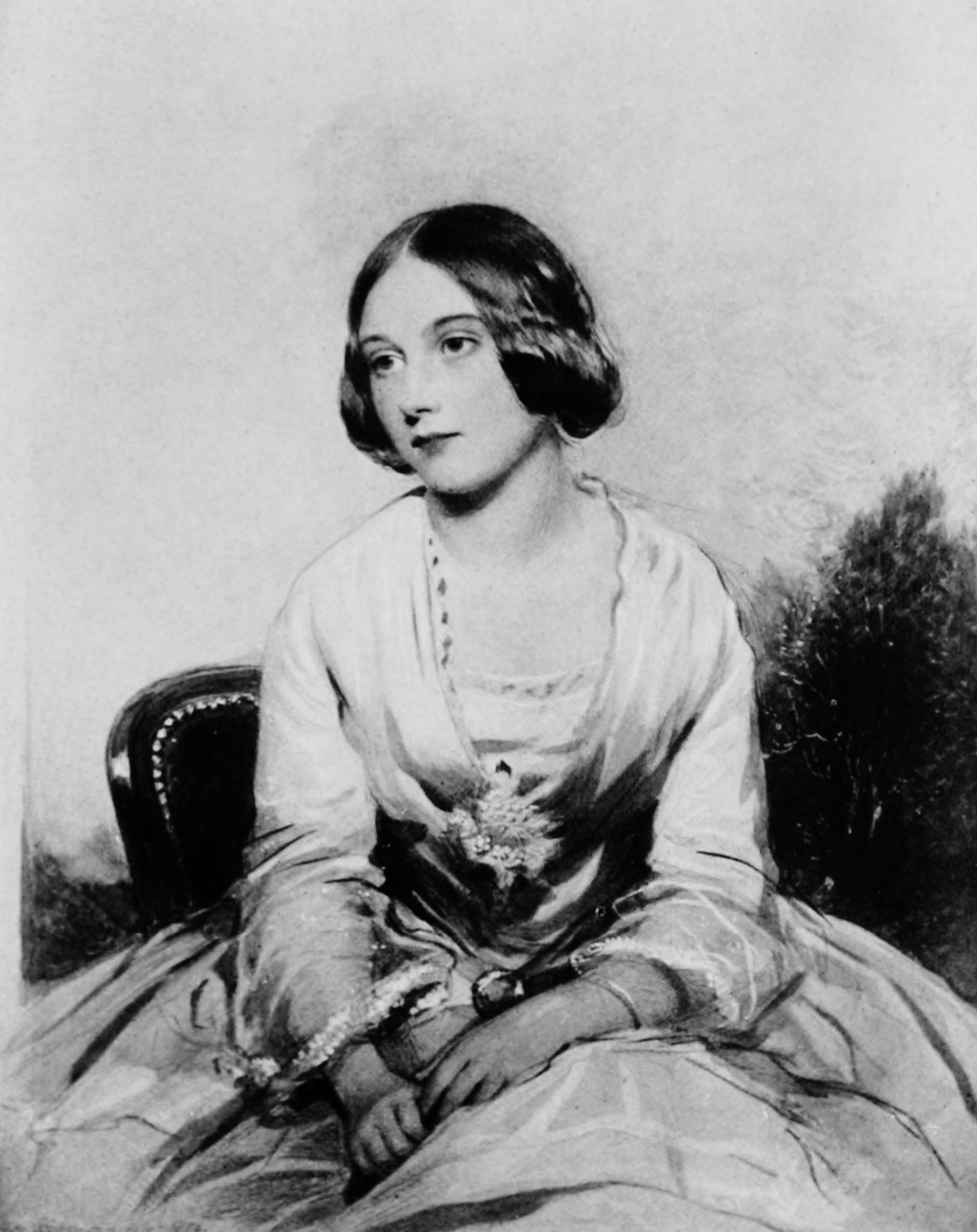
Edith Coleridge, hija de Sara

En 1822, Sara Coleridge publicó Account of the Abipones, una traducción en tres largos volúmenes de Martin Dobrizhoffer, en conexión con el Cuento de Paraguay, de Southey, donde él habla del placer que un viejo misionero habría tenido allí.
En septiembre de 1829, y tras siete años de discordia, Sara Coleridge se casó con su primo Henry Nelson Coleridge (1798–1843), hijo del capitán James Coleridge, en la iglesia Crosthwaite Parish Church, Keswick.
Los primeros ocho años vivieron en una pequeña casa ubicada en Hampstead. Allí nacieron cuatro de sus hijos, de los que sobrevivieron dos. En 1834 Coleridge publicó Pretty Lessons in Verse for Good Children; with some Lessons in Latin in Easy Rhyme. Estos fueron originalmente escritos para la educación de sus propios hijos y llegaron a ser muy populares.
En 1837, los Coleridges se mudaron a Chester Place, en Regent's Park; y el mismo año se publicó Phantasmion, a Fairy Tale, el trabajo más extenso de la autora, descripto por el crítico Mike Ashley como "el primer cuento de hadas escrito en inglés". El historiador de literatura Dennis Butts describe al Phantasmion como un "notable pionero en la fantasía" y "un extraordinario monumento a su talento".
Las canciones del Phantasmion fueron muy admiradas en su momento por Leigh Hunt y otros críticos. Algunas de ellas, como Sylvan Stay y One Face Alone, son extremadamente elegantes musicalmente, y la obra completa es notable por la belleza de la historia y la riqueza de su lenguaje. Algunos historiadores del género fantástico creen que el Phantasmion pudo haber influido en los trabajos de George MacDonald.
Junto con Dora Wordsworth y Edith Southey, ella es una de las tres doncellas celebradas en La Tríada de Wordsworth, de 1828.

## Vida posterior

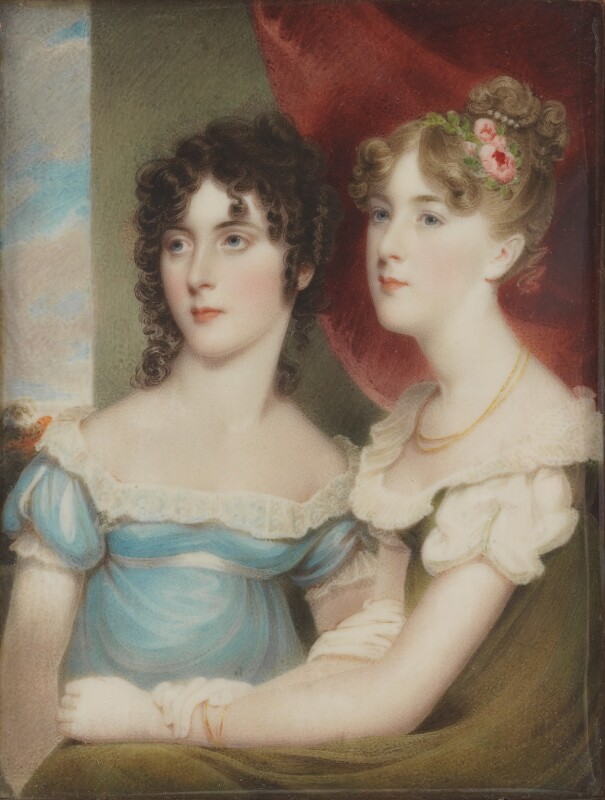
Sara Coleridge y Edith May Warter por Edward Nash.

En 1843 falleció Henry Coleridge, dejando a su viuda la tarea inconclusa de editar las obras de su padre. A ellas añadió algunas composiciones propias, como el ensayo On Rationalism, con una aplicación especial a la Doctrine of Baptismal Regeneration, anexo a las Ayudas a la Reflexión, de Coleridge, un prólogo a los Ensayos sobre sus propios Tiempos, de S. T. Coleridge, y una introducción a la Biographia Literaria.
Durante los últimos años de su vida, Sara sufrió de invalidez. Poco antes de morir, se escribió una pequeña biografía de su hija, que solo alcanzó hasta su noveno año, fue completada por su hija y publicada en 1873, junto a algunas de sus cartas, bajo el título de Memorias y Cartas de Sara Coleridge. Las cartas muestran una mente cultivada y altamente especulativa. Estas contienen críticas a muchos personajes capaces y libros conocidos, y son especialmente interesantes por sus alusiones a Wordsworth y los poetas del lago.
Sara Coleridge falleció en Londres el 3 de mayo de 1852.

## Familia
Su hijo, Herbert Coleridge (1830–1861), ganó un doble primera clase sobre clásicos y matemática en Oxford en 1852. Fue secretario del comité designado por la Sociedad Filológica para considerar el proyecto de un diccionario estándar del inglés, cuyo resultado final fue el Nuevo Diccionario de Inglés, publicado por Clarendon Press. Sus investigaciones personales se presentaron en el Glossarial Index to the Printed English Literature of the Thirteenth Century (1859).